# Schmundt-Protokoll
Als Schmundt-Protokoll (auch: „Kleiner Schmundt“) bezeichnet man die Aufzeichnung Rudolf Schmundts über eine Rede Hitlers vor der militärischen Führungsspitze am 23. Mai 1939, in der Hitler seine Absicht verkündete, so bald wie möglich das Nachbarland Polen anzugreifen. Diese Aufzeichnung war eines der Schlüsseldokumente im Nürnberger Prozess gegen die Hauptkriegsverbrecher (Dokument L-79).

## Allgemein
Der amerikanische Anklagevertreter Sidney Alderman bezeichnete das Dokument als zweifelsfrei echt, maß ihm eine ebenso große Bedeutung wie dem Hoßbach-Protokoll bei und verlas es in der Sitzung vom 26. November 1945 fast vollständig. Als „Großer Schmundt“ wird die Weisung für den „Fall Grün“ (Nürnberger Dokument PS-388) bezeichnet.

## Anwesende
Bei der Rede im Arbeitszimmer Hitlers in der Neuen Reichskanzlei waren, laut Einleitung des Dokumentes, neben Hitler und Schmundt, Hitlers Chefadjutant der Wehrmacht, anwesend:
- der Chef des Oberkommandos der Wehrmacht Keitel;
- die Oberbefehlshaber von Luftwaffe, Marine und Heer Göring, Raeder und von Brauchitsch;
- der Generalinspekteur der Luftwaffe Milch, der Oberbefehlshaber des Marinegruppenkommandos Ost Albrecht;
- die Generalstabschefs von Heer und Luftwaffe Halder und Jeschonnek, der Chef des Stabes der Seekriegsleitung Schniewind sowie der stellvertretende Chef des Wehrmachtführungsstabes Warlimont;
- Görings persönlicher Adjutant Bodenschatz und Hitlers Heeres- und Luftwaffenadjutanten Engel und von Below.

## Inhalt
Die Rede fand einen Tag nach der Unterzeichnung des Stahlpaktes statt. Die Aufzeichnung gibt an, die Worte „sinngemäß“ wiederzugeben. Nach der Aufzeichnung verkündete Hitler seinen Entschluss, Polen zu überfallen, mit den Worten:

„Es entfällt also die Frage Polen zu schonen und bleibt der Entschluß, bei erster passender Gelegenheit Polen anzugreifen. An eine Wiederholung der Tschechei ist nicht zu glauben. Es wird zum Kampf kommen.“

In der Literatur wird aus diesem Dokument am häufigsten der Satz zitiert, der nachweist, dass die Auseinandersetzung um Danzig nur der Vorwand für den Krieg war.
Der Satz lautet:

„Danzig ist nicht das Objekt, um das es geht. Es handelt sich für uns um die Erweiterung des Lebensraumes im Osten und Sicherstellung der Ernährung, sowie der Lösung des Baltikum-Problems.“

## Überlieferung
Das Dokument ist das einzige der Schlüsseldokumente, welches die Form eines amtlichen Dokumentes trägt. Auf dem ersten Blatt sind Datum, Ort, diensttuender Adjutant, Beteiligte und Gegenstand der Besprechung sowie ein Stempel „Chef-Sache / Nur durch Offizier“ verzeichnet. Die Aufzeichnung besteht aus 15 einseitig handschriftlich geschriebenen Blättern. Auffällig ist, dass das Datum der Niederschrift fehlt. Es fehlt auch die Eintragung in das Geheimjournal und die Zahl der Ausfertigungen.
Das Dokument wurde erbeutet und kam auf Umwegen in die USA, dort wurde es von der amerikanischen Anklagebehörde entdeckt. Das „L“ in der Dokumentenbezeichnung steht dafür, dass es in London gesammelt wurde.
Hitlers Adjutant Nicolaus von Below schreibt in seinen Erinnerungen über die Besprechung und das Dokument:

„Hitlers Ausführungen und Anweisungen ließen den Schluß zu, dass er die große Auseinandersetzung mit dem Westen erst in den Jahren 1943 oder 1944 für möglich hielt. Er nannte also die gleichen Jahreszahlen wie am 5. November 1937. Alle Anwesenden standen unter dem Eindruck, dass Hitler in diesem Jahr den Polen seinen Willen aufzwingen wollte, wie er ihn im Vorjahre den Österreichern und den Tschechen aufgezwungen hatte. Niemand zweifelte an Hitlers Worten, dass er dabei kein Risiko eingehen wollte.
 Schmundt hatte sich während der Besprechung laufend Notizen gemacht und diese am folgenden Tag handschriftlich zu einem Bericht ausgearbeitet. Er deponierte ihn mit anderen Niederschriften in einem Panzerschrank. In späteren Jahren hat Schmundt alle derartigen Akten an den „Beauftragten für Geschichtsschreibung“ General Scherff abgegeben. In dessen Archiv wurde der „Bericht 23. Mai 1939“ von den Alliierten gefunden und diente 1946 der Anklage im Nürnberger Prozess als Schlüsseldokument („Kleiner Schmundt“). Es war verständlich, das verschiedene Angeklagte versuchten, die Echtheit des Dokuments anzuzweifeln und einzelne Angaben in dem Bericht als falsch hinzustellen. Ich selbst habe mich als Zeuge in Nürnberg vorsichtig im Sinne der Angeklagten geäußert. Heute besteht kein Grund, die Echtheit von Schmundts Niederschrift zu verheimlichen. Die aufgeführten Teilnehmer waren alle anwesend, auch Göring und Oberst Warlimont. Es ist völlig ausgeschlossen anzunehmen, dass Schmundt den Bericht erst sehr viel später, etwa 1940 oder 1941, abgefaßt hätte. Ich kannte Schmundts Gewohnheit, solche Aufzeichnungen so schnell wie möglich nach den jeweiligen Ereignissen anzufertigen. Schmundt war als Generalstabsoffizier gewissenhaft und verantwortungsbewußt genug, um die Bedeutung solcher Gesprächswiedergaben richtig zu erkennen. Im übrigen entsprach der Inhalt der Niederschrift Hitlers Gedanken aus jener Zeit, wie ich sie nicht nur aus der Besprechung vom 23. Mai her kannte, sondern auch aus einzelnen anderen Gesprächen Hitlers im Kreise der Militärs.“